# えびの市
えびの市（えびのし）は、宮崎県の南西部に位置する市。東は川内川と大淀川の分水嶺で小林市、北は九州山地の尾根を境に熊本県、南は霧島山系の尾根を境に鹿児島県と接する。

## 地理

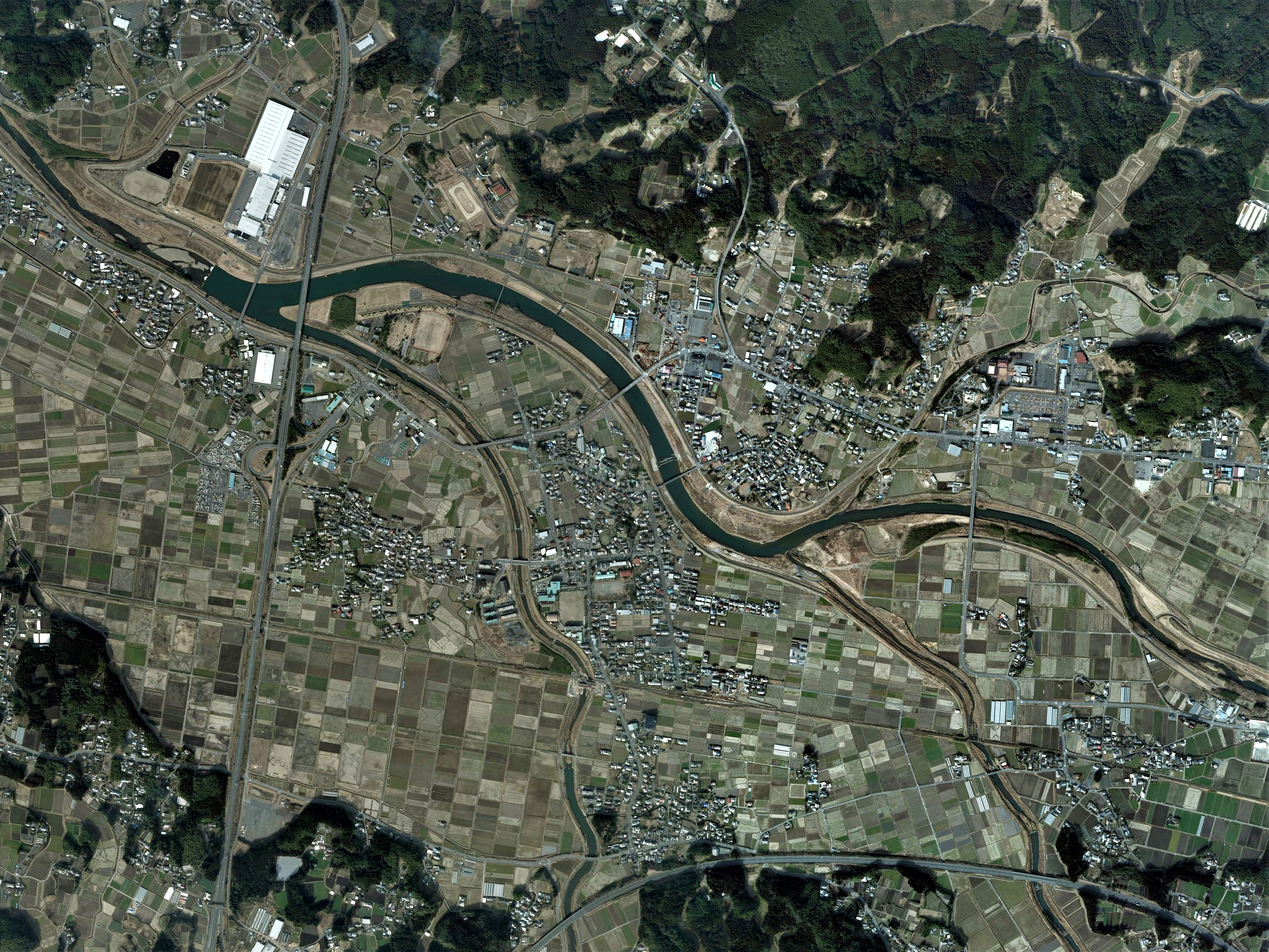
えびの市中心部周辺の空中写真。
2009年1月27日撮影の3枚を合成作成。。

えびの市は加久藤カルデラの外輪山と火口丘の二つの山地に挟まれた場所に位置する。市の南部は霧島⼭周辺の大小の山々が裾野を広げてえびの高原を形成しており霧島屋久国立公園の一部となっている。市の北部は九州山地の南端で矢岳高原一帯は矢岳高原県立自然公園に指定されている。
えびの高原の野性鹿は日本の音風景100選となっている。また、西内竪地区の山あいにある真幸棚田は日本の棚田百選に選ばれている。
市の中心部は加久藤盆地であり、温泉が湧出する。
- 山: 霧島山（韓国岳 (1700m) 、白鳥山 (1363m)、甑岳 (1301m)）
- 河川: 川内川
- 高原: えびの高原、矢岳高原
- 湖沼: 六観音御池、白紫池

### 気候
標高1150mにあるえびの高原のアメダスで観測された1993年の降水量8670mmは年降水量の日本最多記録であり、委託観測所時代の1968年2月26日には-20.2℃という九州地方における最低気温を記録している。
| 加久藤（1991年 - 2020年）の気候    | 加久藤（1991年 - 2020年）の気候 | 加久藤（1991年 - 2020年）の気候 | 加久藤（1991年 - 2020年）の気候 | 加久藤（1991年 - 2020年）の気候 | 加久藤（1991年 - 2020年）の気候 | 加久藤（1991年 - 2020年）の気候 | 加久藤（1991年 - 2020年）の気候 | 加久藤（1991年 - 2020年）の気候 | 加久藤（1991年 - 2020年）の気候 | 加久藤（1991年 - 2020年）の気候 | 加久藤（1991年 - 2020年）の気候 | 加久藤（1991年 - 2020年）の気候 | 加久藤（1991年 - 2020年）の気候 |
| 月                                 | 1月                             | 2月                             | 3月                             | 4月                             | 5月                             | 6月                             | 7月                             | 8月                             | 9月                             | 10月                            | 11月                            | 12月                            | 年                              |
| ---------------------------------- | ------------------------------- | ------------------------------- | ------------------------------- | ------------------------------- | ------------------------------- | ------------------------------- | ------------------------------- | ------------------------------- | ------------------------------- | ------------------------------- | ------------------------------- | ------------------------------- | ------------------------------- |
| 最高気温記録 °C （°F）             | 22.3 (72.1)                     | 23.5 (74.3)                     | 26.6 (79.9)                     | 30.0 (86)                       | 34.2 (93.6)                     | 36.2 (97.2)                     | 37.0 (98.6)                     | 39.4 (102.9)                    | 35.6 (96.1)                     | 32.6 (90.7)                     | 27.9 (82.2)                     | 22.8 (73)                       | 39.4 (102.9)                    |
| 平均最高気温 °C （°F）             | 10.8 (51.4)                     | 12.5 (54.5)                     | 16.0 (60.8)                     | 21.0 (69.8)                     | 25.3 (77.5)                     | 27.0 (80.6)                     | 31.0 (87.8)                     | 32.0 (89.6)                     | 29.3 (84.7)                     | 24.6 (76.3)                     | 18.7 (65.7)                     | 13.0 (55.4)                     | 21.8 (71.2)                     |
| 日平均気温 °C （°F）               | 5.1 (41.2)                      | 6.4 (43.5)                      | 9.8 (49.6)                      | 14.4 (57.9)                     | 18.9 (66)                       | 22.2 (72)                       | 25.8 (78.4)                     | 26.2 (79.2)                     | 23.4 (74.1)                     | 18.1 (64.6)                     | 12.2 (54)                       | 6.9 (44.4)                      | 15.8 (60.4)                     |
| 平均最低気温 °C （°F）             | −0.1 (31.8)                     | 0.8 (33.4)                      | 4.0 (39.2)                      | 8.3 (46.9)                      | 13.2 (55.8)                     | 18.3 (64.9)                     | 22.1 (71.8)                     | 22.2 (72)                       | 18.9 (66)                       | 12.6 (54.7)                     | 6.6 (43.9)                      | 1.5 (34.7)                      | 10.7 (51.3)                     |
| 最低気温記録 °C （°F）             | −12.0 (10.4)                    | −8.5 (16.7)                     | −6.3 (20.7)                     | −3.0 (26.6)                     | 2.6 (36.7)                      | 7.9 (46.2)                      | 14.2 (57.6)                     | 15.1 (59.2)                     | 7.3 (45.1)                      | −1.2 (29.8)                     | −4.1 (24.6)                     | −7.7 (18.1)                     | −12.0 (10.4)                    |
| 降水量 mm （inch）                 | 74.7 (2.941)                    | 117.4 (4.622)                   | 167.9 (6.61)                    | 190.7 (7.508)                   | 228.5 (8.996)                   | 647.4 (25.488)                  | 537.2 (21.15)                   | 287.0 (11.299)                  | 287.1 (11.303)                  | 109.4 (4.307)                   | 100.6 (3.961)                   | 84.8 (3.339)                    | 2,832.7 (111.524)               |
| 平均降水日数 （≥1.0 mm）           | 8.0                             | 8.9                             | 12.2                            | 11.1                            | 10.2                            | 16.9                            | 14.9                            | 13.7                            | 11.5                            | 7.3                             | 8.6                             | 7.4                             | 130.8                           |
| 平均月間日照時間                   | 139.3                           | 144.2                           | 170.2                           | 182.3                           | 183.5                           | 114.5                           | 171.7                           | 190.5                           | 158.6                           | 180.2                           | 151.5                           | 141.7                           | 1,928.1                         |
| 出典1：Japan Meteorological Agency |                                 |                                 |                                 |                                 |                                 |                                 |                                 |                                 |                                 |                                 |                                 |                                 |                                 |
| 出典2：気象庁                      |                                 |                                 |                                 |                                 |                                 |                                 |                                 |                                 |                                 |                                 |                                 |                                 |                                 |

| えびの高原（1991年 - 2020年）の気候 | えびの高原（1991年 - 2020年）の気候 | えびの高原（1991年 - 2020年）の気候 | えびの高原（1991年 - 2020年）の気候 | えびの高原（1991年 - 2020年）の気候 | えびの高原（1991年 - 2020年）の気候 | えびの高原（1991年 - 2020年）の気候 | えびの高原（1991年 - 2020年）の気候 | えびの高原（1991年 - 2020年）の気候 | えびの高原（1991年 - 2020年）の気候 | えびの高原（1991年 - 2020年）の気候 | えびの高原（1991年 - 2020年）の気候 | えびの高原（1991年 - 2020年）の気候 | えびの高原（1991年 - 2020年）の気候 |
| 月                                  | 1月                                 | 2月                                 | 3月                                 | 4月                                 | 5月                                 | 6月                                 | 7月                                 | 8月                                 | 9月                                 | 10月                                | 11月                                | 12月                                | 年                                  |
| ----------------------------------- | ----------------------------------- | ----------------------------------- | ----------------------------------- | ----------------------------------- | ----------------------------------- | ----------------------------------- | ----------------------------------- | ----------------------------------- | ----------------------------------- | ----------------------------------- | ----------------------------------- | ----------------------------------- | ----------------------------------- |
| 降水量 mm （inch）                  | 117.4 (4.622)                       | 187.3 (7.374)                       | 253.4 (9.976)                       | 307.7 (12.114)                      | 364.5 (14.35)                       | 1,000.7 (39.398)                    | 854.1 (33.626)                      | 582.8 (22.945)                      | 482.6 (19)                          | 198.3 (7.807)                       | 147.6 (5.811)                       | 128.8 (5.071)                       | 4,625 (182.087)                     |
| 平均降水日数 （≥1.0 mm）            | 10.1                                | 10.9                                | 14.1                                | 12.7                                | 12.5                                | 19.3                                | 17.5                                | 16.6                                | 14.4                                | 9.1                                 | 9.4                                 | 9.8                                 | 156.4                               |
| 出典1：Japan Meteorological Agency  |                                     |                                     |                                     |                                     |                                     |                                     |                                     |                                     |                                     |                                     |                                     |                                     |                                     |
| 出典2：気象庁                       |                                     |                                     |                                     |                                     |                                     |                                     |                                     |                                     |                                     |                                     |                                     |                                     |                                     |

### 隣接している自治体
- 小林市
- 熊本県
  - 人吉市
  - 球磨郡：錦町、あさぎり町
- 鹿児島県
  - 伊佐市
  - 霧島市
  - 姶良郡：湧水町

### 地名

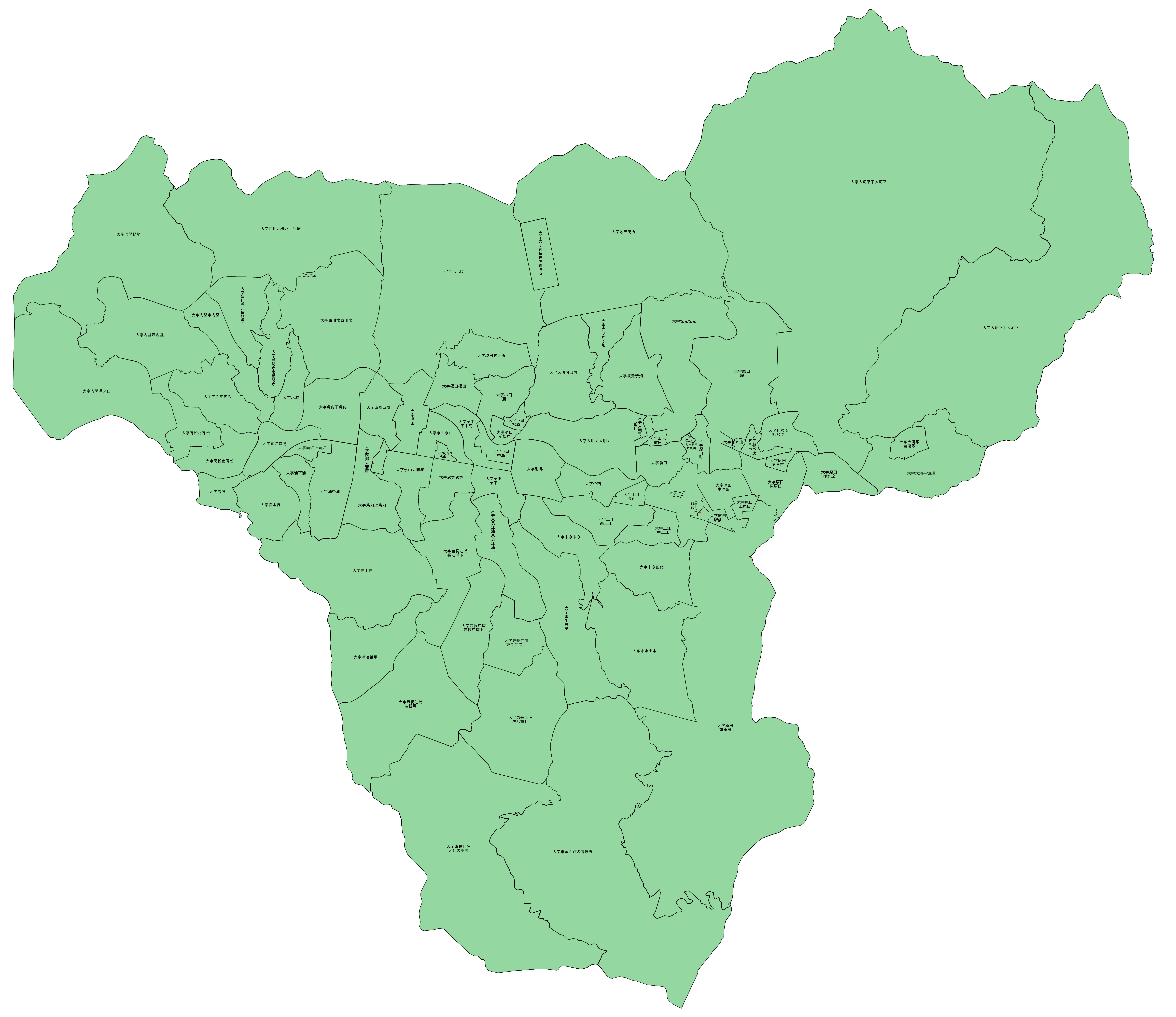
えびの市地図

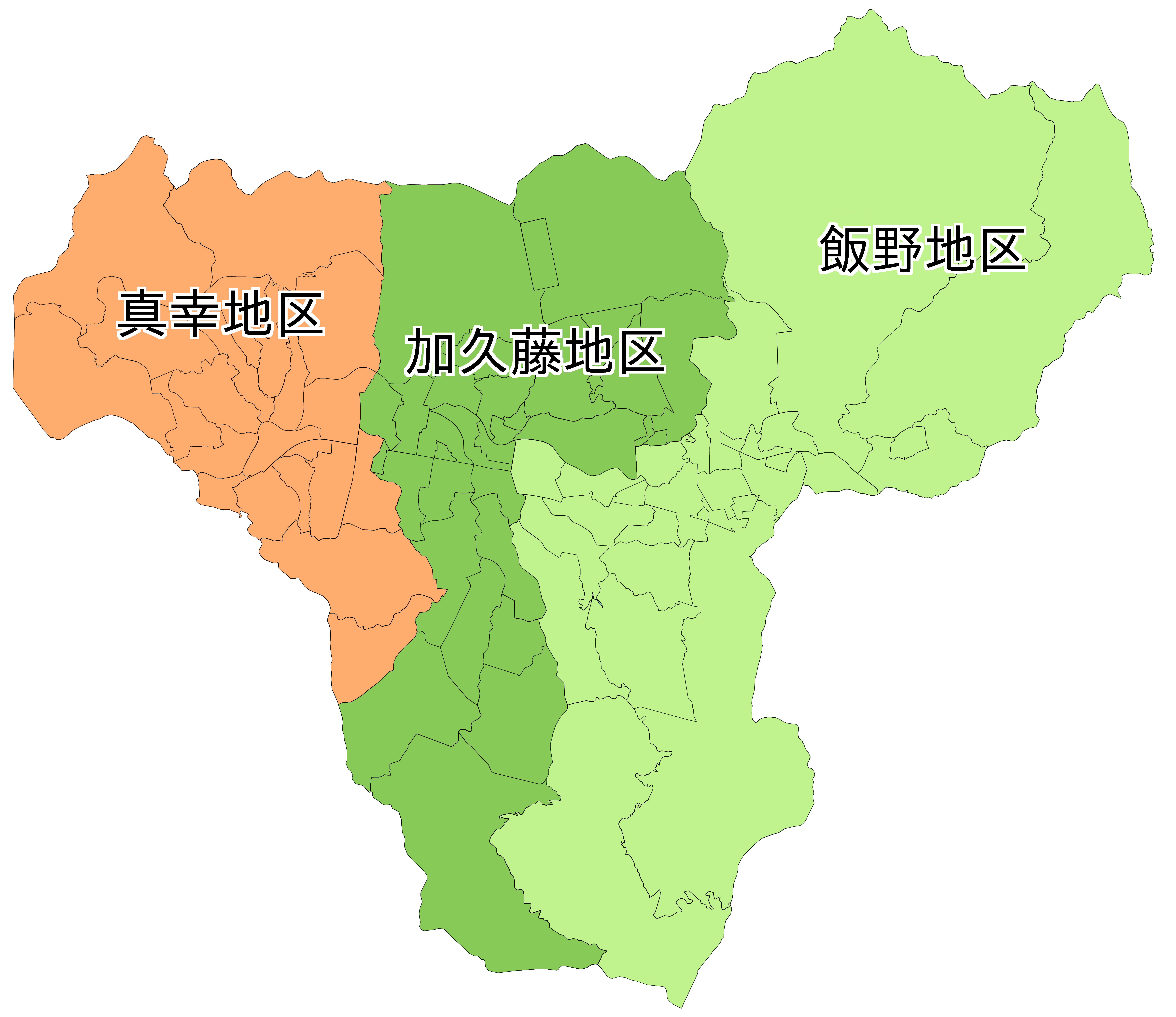
地域区分

旧飯野町
- 池島
- 今西
- 上江
- 大河平
- 坂元
- 末永
- 杉水流
- 大明司
- 原田
- 前田

旧加久藤町
- 榎田
- 小田
- 栗下
- 西郷
- 永山
- 西長江浦
- 灰塚
- 東川北
- 東長江浦
- 湯田

旧真幸町
- 内竪
- 浦
- 岡松
- 亀沢
- 島内
- 昌明寺
- 水流
- 西川北
- 向江
- 柳水流

## 歴史

### 近現代
- 1889年（明治22年）5月1日 町村制施行により、現在の市域にあたる西諸県郡飯野村・加久藤村・真幸村が発足。
- 1935年（昭和10年）2月6日 飯野駅前の商店街で火災。48戸86棟を全焼して鎮火[6]。
- 1940年（昭和15年）4月3日 飯野村が町制施行[1]。飯野町となる。
- 1945年（昭和20年）8月22日 肥薩線の第二山の神トンネルで列車退行事故発生。（肥薩線列車退行事故）
- 1950年（昭和25年）4月1日 真幸村が町制施行[1]。真幸町となる。
- 1955年（昭和30年）2月11日 加久藤村が町制施行[1]。加久藤町となる。
- 1966年（昭和41年）11月3日 飯野町・加久藤町・真幸町が対等合併し、えびの町が発足[1]。
- 1968年（昭和43年）2月21日 えびの地震発生。
- 1970年（昭和45年）12月1日 えびの町が市制施行[1]。えびの市となる。
- 1972年（昭和47年）
  - 2月21日 真幸地区で山津波が発生。
  - 7月6日 西内竪で山津波発生。死者4人。21戸が押し流される被害が出るも約150人は事前に避難していて無事[7]。
- 1980年（昭和55年）2月1日 - 「えびの市民歌」および「えびの音頭」を制定。

## 行政
- 市長：村岡隆明（2009年10月12日就任、4期目[8]）
- 議会：定数14人[9]

### 広域事務
- 西諸広域行政事務組合（えびの市・小林市・高原町）

### 県の行政機関

#### 警察
- えびの警察署
  - 飯野駅前交番
  - 京町駐在所
  - 五日市駐在所
  - 加久藤駐在所
  - えびの高原駐在所
- 高速道路交通警察隊えびの分駐隊（高原インターチェンジ以西の宮崎自動車道と九州自動車道の宮崎県区間を管轄）

### 国の行政機関

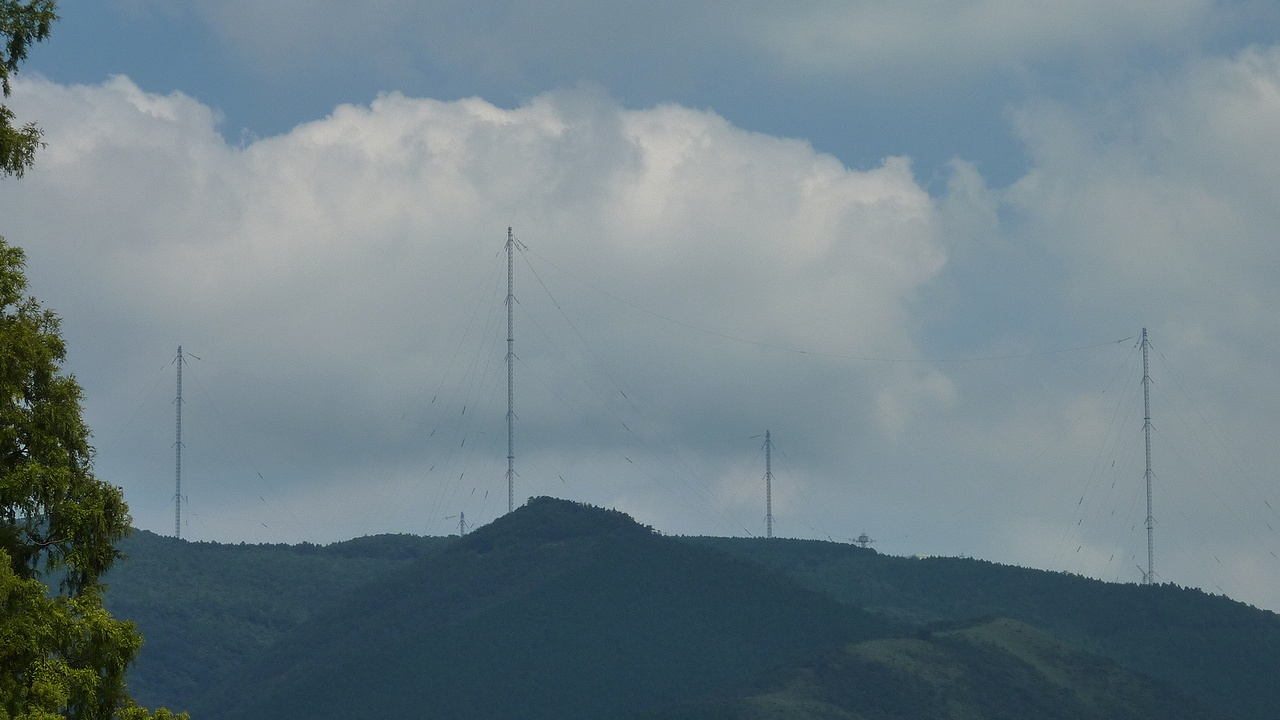
えびの送信所

- 防衛省：陸上自衛隊えびの駐屯地（第24普通科連隊等）
- 防衛省：海上自衛隊えびの送信所（潜水艦用超長波（VLF）送信所）

## 経済

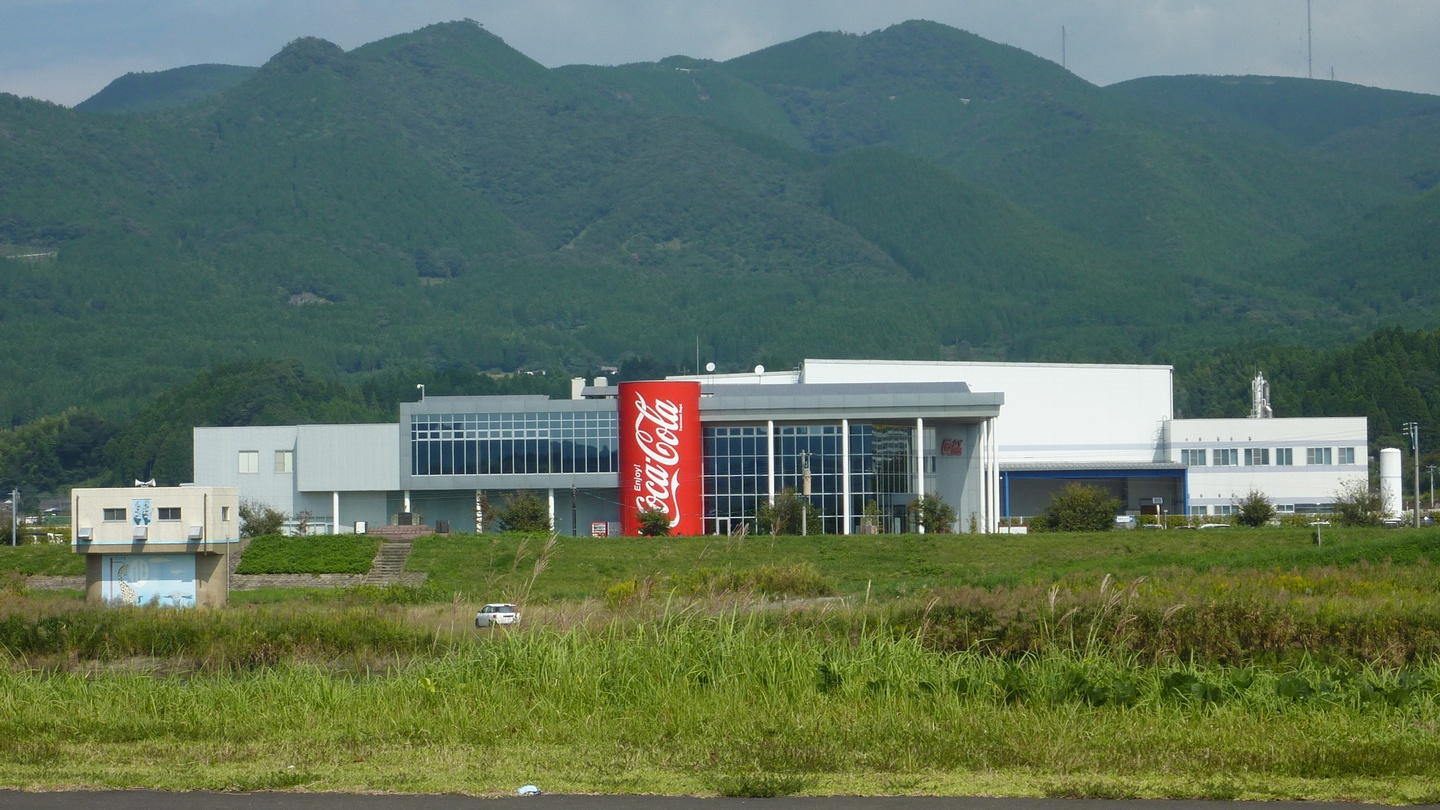
コカ・コーラえびの工場

### 産業
- 主な産業
  - 米 （真幸米）- 三国名勝図会に「最上品」「邦君（薩摩藩主）の糧には特に真幸院の所産を用ゆ」と紹介されている。
  - 酒造業（焼酎） - 明石酒造
  - コカ・コーラ - コカ・コーラボトラーズジャパン
  - 畜産・乳牛 ピーマン

## 姉妹都市・提携都市
- ベルトン市（アメリカ合衆国 テキサス州）- 1994年4月21日姉妹都市提携[10]

## 地域

### 人口
| |                                          |  |
| えびの市と全国の年齢別人口分布（2005年） | えびの市の年齢・男女別人口分布（2005年） |  |
| ■紫色 ― えびの市 ■緑色 ― 日本全国 | ■青色 ― 男性 ■赤色 ― 女性                |  |
| えびの市（に相当する地域）の人口の推移 \| 1970年（昭和45年） \| 28,972人 \| \| \| 1975年（昭和50年） \| 27,241人 \| \| \| 1980年（昭和55年） \| 27,246人 \| \| \| 1985年（昭和60年） \| 28,034人 \| \| \| 1990年（平成2年） \| 26,826人 \| \| \| 1995年（平成7年） \| 25,872人 \| \| \| 2000年（平成12年） \| 24,906人 \| \| \| 2005年（平成17年） \| 23,079人 \| \| \| 2010年（平成22年） \| 21,606人 \| \| \| 2015年（平成27年） \| 19,538人 \| \| \| 2020年（令和2年） \| 17,638人 \| \| |                                          |  |
| 総務省統計局 国勢調査より |                                          |  |
| 1970年（昭和45年） | 28,972人                                 |  |
| 1975年（昭和50年） | 27,241人                                 |  |
| 1980年（昭和55年） | 27,246人                                 |  |
| 1985年（昭和60年） | 28,034人                                 |  |
| 1990年（平成2年） | 26,826人                                 |  |
| 1995年（平成7年） | 25,872人                                 |  |
| 2000年（平成12年） | 24,906人                                 |  |
| 2005年（平成17年） | 23,079人                                 |  |
| 2010年（平成22年） | 21,606人                                 |  |
| 2015年（平成27年） | 19,538人                                 |  |
| 2020年（令和2年） | 17,638人                                 |  |

### 教育

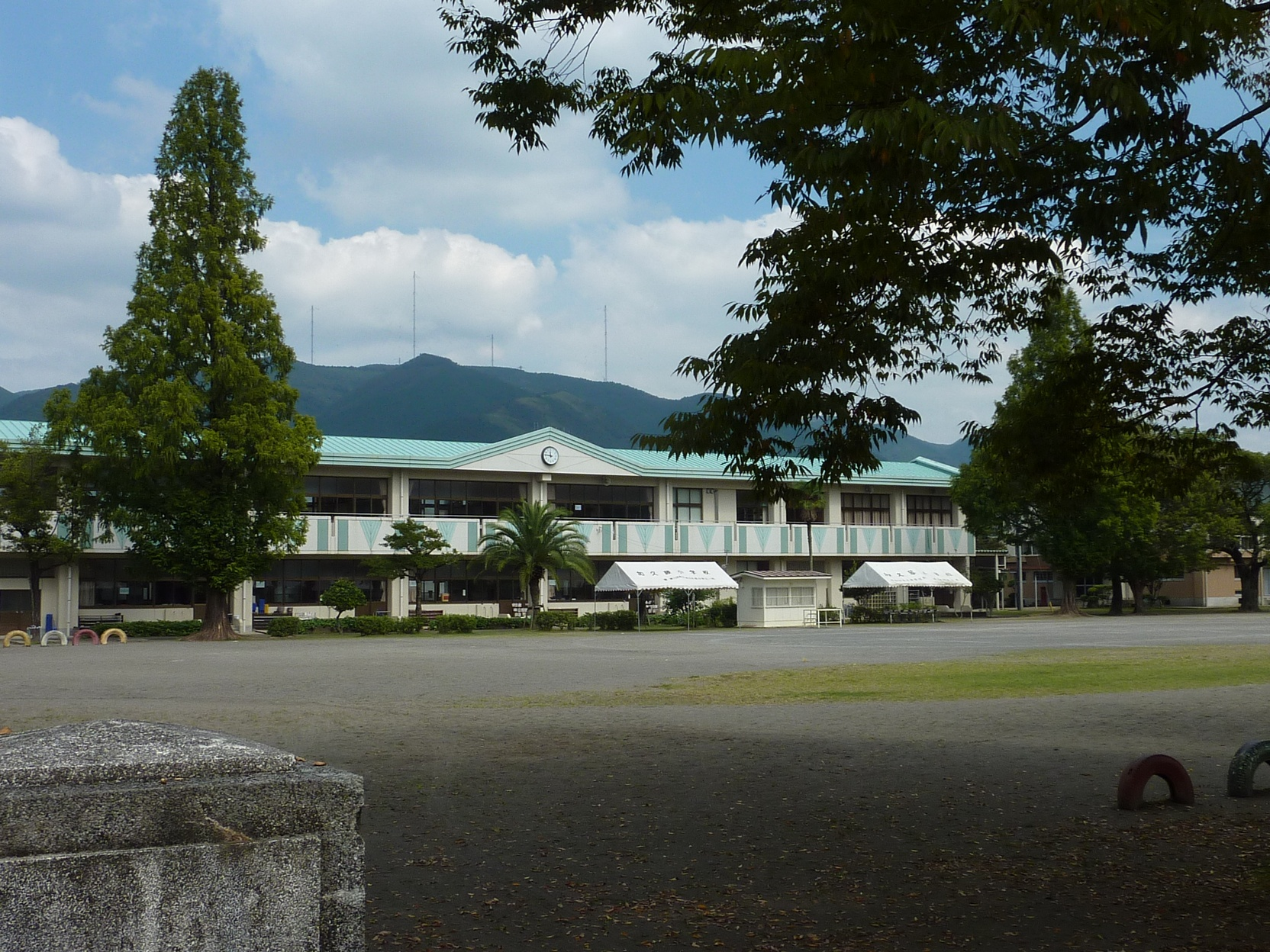
加久藤小学校

#### 小学校
えびの市立
- 飯野小学校
- 岡元小学校
- 加久藤小学校
- 真幸小学校

廃校になった小学校に関しては宮崎県小学校の廃校一覧#えびの市を参照。

#### 中学校
えびの市立
- 飯野中学校
- 加久藤中学校
- 真幸中学校

#### 小中一貫校
- えびの市立上江小中学校

#### 高等学校
公立
- 宮崎県立飯野高等学校

普通科、生活文化科それぞれの定員20％以内で全国募集を実施している。
私立
- 日章学園九州国際高等学校

## 交通
- 最寄り空港は鹿児島空港。

### 鉄道路線
- 中心となる駅：えびの駅
- 九州旅客鉄道（JR九州）
  - 吉都線： - 京町温泉駅 - えびの駅 - えびの上江駅 - えびの飯野駅 -
  - 肥薩線： - 真幸駅 -

### 路線バス
- 一般路線バス - 宮崎交通が小林市とえびの市を結ぶ路線を運行する（秀峰高校・小林駅 - 飯野 - えびの市役所前 - えびのインター前 - 京町待合所）。
- 高速バス - えびのインターチェンジに九州主要都市への高速バスが停車する。
  - フェニックス号：福岡市・基山町・久留米市・八女市 - 八代市 - 人吉市 - えびの市
  - ブルーロマン号：長崎市・諫早市・大村市 - えびの市
  - なんぷう号：熊本市・益城町 - 氷川町 - 人吉市 - えびの市 - 小林市 - 都城市 - 宮崎市 ※各停便はえびのインターチェンジのほか飯野にも停車する
  - B&Sみやざき号：八代市（新八代駅） - えびの市

### 道路
えびの市は九州自動車道と宮崎自動車道の分岐点であり、宮崎県・熊本県・鹿児島県の都市を結ぶ国道（国道221号・国道268号・国道447号）の交点に位置することから、都城市と共に宮崎県南西部地域における陸上交通の要衝となっている。
高速道路
- E3 九州自動車道： - えびのパーキングエリア - えびのインターチェンジ - えびのジャンクション -
- E10 宮崎自動車道：えびのジャンクション -

一般国道
- 国道221号
- 国道268号
- 国道447号

道の駅
- 道の駅えびの

## 名所・旧跡・観光スポット・祭事・催事

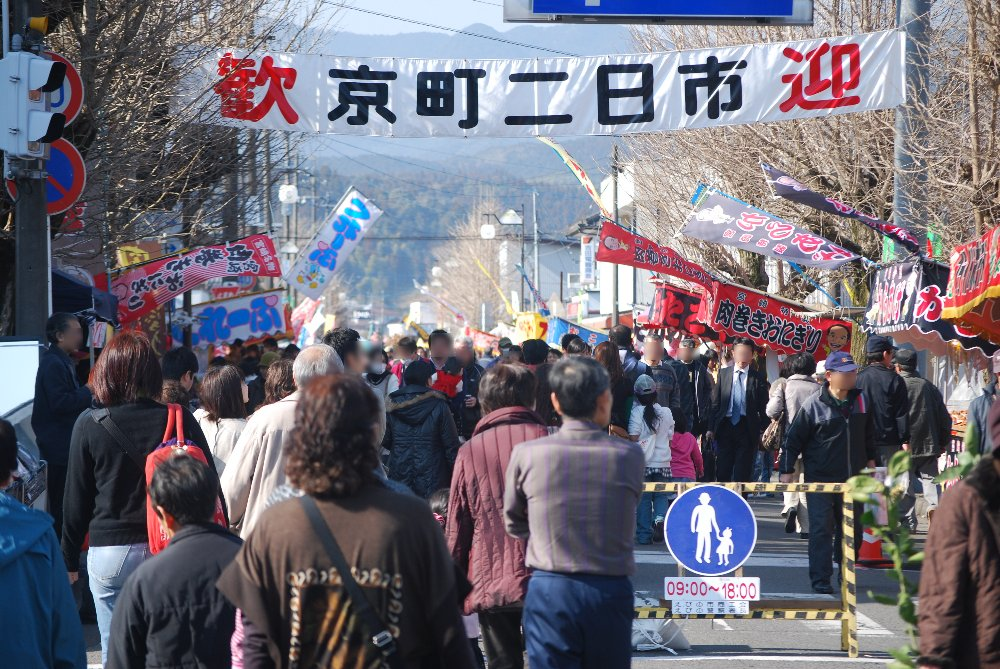
京町二日市

### 名所・旧跡・観光スポット
- えびの高原
- 矢岳高原 - 日本三大車窓
- 狗留孫峡
- 京町温泉
  - 京町二日市
  - 京町温泉夏祭り（花火大会）
- 吉田温泉
- 白鳥温泉（上湯・下湯）
- 白鳥神社
- 金松法然
- 三徳院
- 平松古墳
- 木崎原古戦場跡（伊東氏と島津氏の激戦地）
- 飯野城址（亀城公園）
- 加久藤城址
- 大河平のつつじ（血潮ツツジ）
- えびの市歴史民俗資料館
- グリーンパークえびの
- 昌明寺遺跡
  - 昌妙寺

### 祭事・催事
- 韓国岳山開き（毎年4月第2日曜日）
- 牛越祭（毎年7月28日）
- 京町温泉夏祭り（毎年7月下旬）
- 南方神社大祭大太鼓踊（毎年8月最終日曜日）
- 京町二日市（毎年2月第1土日曜日）
- 飯野植木市（毎年3月第1土日曜日）
- 餅勧進（もっかんじん）（毎年1月14日）

## 著名な出身者
- 秋丸次朗 - 日本陸軍軍人 『秋丸機関』主宰者、飯野町町長
- 内田和幸 - 獣医学者
- 片平夏貴 - タレント、フリーアナウンサー
- 銀色夏生 - 詩人
- 黒木和雄 - 映画監督
- 原口大輝 - フリーアナウンサー、元静岡放送アナウンサー
- 堀和郎 - 教育学者
- 松形祐堯 - 元宮崎県知事